# كروسندرة شعرية
كروسندرة شعرية (الاسم العلمي:Crossandra pilosa) هي نوع من النباتات تتبع جنس الكروسندرة من الفصيلة الأقنتية.